# مصطفى طلاس
مصطفى عبد القادر طلاس (11 مايو 1932 –5 شوال 1438 هـ / 27 يونيو 2017)، سياسي بعثي وضابط عسكري سوري شغل منصب وزير الدفاع ونائب القائد العام للجيش والقوات المسلحة السورية ونائب رئيس مجلس الوزراء بالفترة من عام 1972 حتى 2004. يعتبر من أبرز المقربين من الرئيس حافظ الأسد ضمن ما سمي بالحرس القديم. وهو أحد قادة حرب أكتوبر 1973 جبهة القنيطرة

## حياته

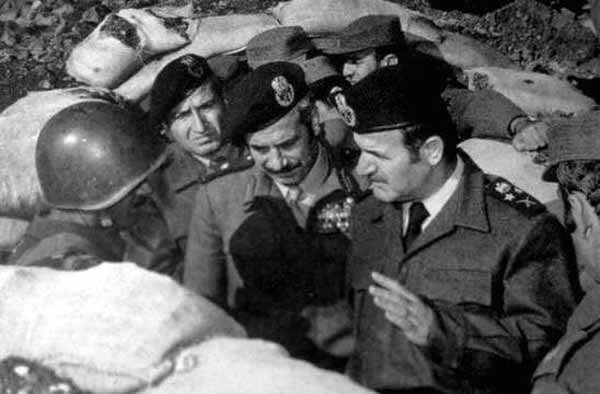
الرئيس حافظ الأسد ومصطفى طلاس على جبهة الجولان عام 1973

ولد في 11 مايو 1932 في بلدة الرستن في محافظة حمص. تلقى دروسه الابتدائية والإعدادية في بلدة الرستن حتى العام 1948. حصل على الشهادة الثانوية -القسم الأدبي في ثانوية الزهراوي في مدينة حمص 1951. انضم إلى حزب البعث منذ سنة 1947. انتسب إلى الكلية العسكرية سنة 1952 وتخرج برتبة ملازم في سلاح المدرعات سنة 1954. اشترك في فبراير 1966 في الانقلاب الذي أطاح بالرئيس أمين الحافظ وعين بعدها قائدا للمنطقة الوسطى واللواء المدرع الخامس. سنة 1968 أصبح رئيسا للأركان ونائب وزير الدفاع.
اشترك في نوفمبر 1970 في الحركة التصحيحية التي قادها حافظ الأسد. كان من أبرز مخططي حرب أكتوبر في الجانب السوري. انتخب عضواً في القيادة القطرية لحزب البعث السوري في المؤتمر القطري السادس في أبريل 1975. عين رئيسا للجنة الحزبية العسكرية في يناير 1977 لعب دورا مهما في إحباط سيطرة رفعت الأسد على الحكم سنة 1984. تقاعد في مايو 2004. له دكتوراه في العلوم السياسية وأخرى في التاريخ، وعدة مؤلفات في السياسة والإستراتيجية والشعر. زوجته المرحومة «لمياء الجابري» كريمة النائب الحلبي حسن بك أسعد باشا الجابري، ولهما من الأولاد «فراس» (رجل أعمال)، مناف (عميد سابق في الحرس الجمهوري) أعلن انشقاقه عن الجيش في يوليو 2012 وناهد عجة أرملة رجل الأعمال أكرم عجة و«سارية» (ربة منزل).

## مؤلفاته
من دواوينه الشعرية:
- ورد الشام، 1987
- وسادة الأرق، 1989
- ديوان العرب: شاعر وقصيدة، مختارات، 1986

من كتبه:
- مختارات من شعر نزار قباني، 2001
- سيف الله؛ خالد بن الوليد، 1985
- مرآة حياتي
- زنوبيا ملكة تدمر
- ذكريات في سجن المزّة
- معجم الأسماء العربية
- الثورة الجزائرية
- الكفاح المسلّح
- كذلك قال الأسد
- تراتيل، بالفرنسية
- الذئب في آداب الشعوب
- أصداء أورفيوس
- راعي القدس
- ردّ على الشيطان
- رسالة الإسلام
- الرفاقيات
- على أجنحة المحبة
- فارس الأطلسيّ: عقبة بن نافع
- مذبحة صبرا وشاتيلا
- المصطفى من أحاديث المصطفى
- نبضات أفئدة

## وفاته
توفي مصطفى طلاس يوم الثلاثاء 27 يونيو 2017 في مستشفى ديكارت بباريس، بعد أن كان قد أدخل إلى غرفة العناية المركزة فيها إثر تدهور حالته الصحية، قبل أن تُعلن وفاته سريريًّا.

## روابط خارجية
- مصطفى طلاس على موقع مونزينجر (الألمانية)